# 埃莉萨·巴尔萨莫

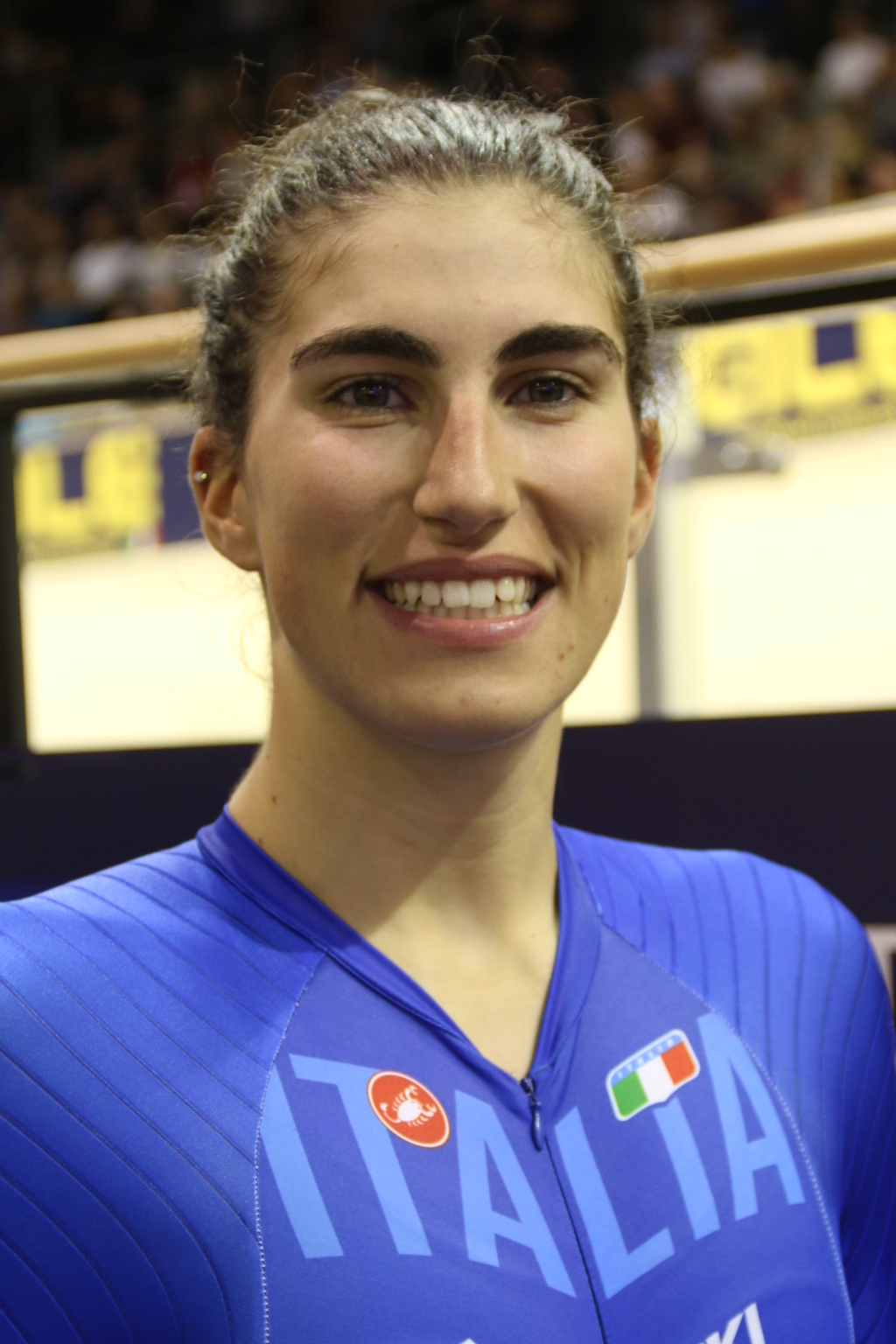
埃莉萨·巴尔萨莫

埃莉萨·巴尔萨莫（義大利語：Elisa Balsamo，1998年2月27日—）是一名意大利公路和场地自行车运动员，2017年开始为Valcar–PBM车队效力。她曾在2018年世界場地自由車錦標賽上获得女子团体追逐赛铜牌，之后又在2020年世界場地自由車錦標賽上获得女子麦迪逊赛铜牌。